# Santeuil (Val-d’Oise)
Santeuil egy község Franciaországban. Lakosainak száma 660 fő (2022. január 1.).

## Földrajza
Santeuil Brignancourt, Frémécourt, Marines, Moussy, Le Perchay, Us és Ouarville községekkel határos.